# Paprika (singolo)
Paprika è un singolo del rapper italiano Ghali, pubblicato il 10 maggio 2024.

## Descrizione
Il brano, scritto dallo stesso rapper con Jacopo Èttore e prodotto da Takagi & Ketra, prende il titolo dalla colorazione rossa degli occhi, dovuta alla vasodilatazione oculare, quando si consuma il THC.

## Video musicale
Il video musicale, diretto da Lorenzo Sorbini, è stato pubblicato il 20 maggio 2024 attraverso il canale YouTube del rapper.

## Tracce
Testi di Ghali Amdouni, Jacopo Èttorre e Rida Amhaouch, musiche di Alessandro Merli, Daramola, Fabio Clemente, J Castle e Luca Faraone.
1. Paprika – 2:28

## Classifiche

### Classifiche settimanali
| Classifica (2024) | Posizione massima |
| ----------------- | ----------------- |
| Italia            | 3                 |

### Classifiche di fine anno
| Classifica (2024) | Posizione |
| ----------------- | --------- |
| Italia            | 14        |

## Riconoscimenti
- Videoclip Italia Awards
  - 2025 – Candidatura al migliore videoclip rap[14]